# Itoplectis mexicana
Itoplectis mexicana är en stekelart som beskrevs av Dmitriy R. Kasparyan och Nino 2004. Itoplectis mexicana ingår i släktet Itoplectis och familjen brokparasitsteklar. Inga underarter finns listade i Catalogue of Life.